# Chuck Norris
Chuck Norris, egentligen Carlos Ray Norris, född 10 mars 1940 i Ryan, Oklahoma, är en amerikansk actionskådespelare och kampsportutövare.

## Karriär
Norris tjänstgjorde mellan 1958 och 1962 i USA:s flygvapen som militärpolis.
Mellan 1968 och 1974 var Norris obesegrad mellanviktsmästare i karate. Norris var den första västerlänningen att få graden 8:e dan i taekwondo. Sitt stora genombrott fick han när han spelade skurken i Bruce Lee-filmen Way of the Dragon (1972). Bland senare filmer kan nämnas Saknad i strid och Styrka Delta Force. Under 1980-talet var han bolaget Cannon Films största stjärna. Han är också känd för sin medverkan i TV-serien Walker, Texas Ranger där han spelar Cordell "Cord" Walker, Texas Ranger. Han har även producerat filmen med samma namn.
Norris har skrivit flera böcker, bland annat självbiografin Against All Odds (2004). Han har också grundat en egen kampsportgren, Chun Kuk Do. Norris gör även reklam för Total Gym som är ett träningsverktyg som säljs av TV-Shop. Han gör också reklam för World Of Warcraft.
Webbplatsen Rotten Tomatoes utnämnde 2011 Chuck Norris till ”den sämsta manliga skådespelaren genom tiderna”.

## Familj och engagemang
Chuck Norris har två yngre bröder, Aaron och Wieland Norris. Aaron är också skådespelare, men även regissör och producent, och har regisserat flera filmer med Chuck Norris; Wieland omkom i Vietnamkriget.
Norris har två söner och två döttrar i sitt första äktenskap med Dianne Holecheck. Hans son Mike är också skådespelare och Eric är både skådespelare och NASCAR-förare. Han har en dotter och en son i sitt nuvarande äktenskap med Gena O'Kelly Norris.
Norris är bekännande kristen och politiskt aktiv som anhängare till det republikanska partiet och National Rifle Association. Inför det amerikanska valet 2008 ställde han upp i en kampanjvideo för den republikanske presidentkandidaten Mike Huckabee. 
Ett fenomen som Norris har gett upphov till är så kallade "Chuck Norris facts", som är komiska ordspråk om hur hård Chuck Norris är.
Norris och hans bror Aaron Norris utnämndes till hedersmedlemmar i Texas Rangers av guvernör Rick Perry den 2 december 2010 i Dallas, Texas.

## Filmografi (urval)
- 1969 – Ett järn i elden
- 1972 – Way of the Dragon
- 1973 – The Student Teachers
- 1974 – Slaughter in San Francisco
- 1977 – Långtradarkriget
- 1978 – Livsfarligt svek
- 1979 – Ensam men stark
- 1980 – The Octagon
- 1981 – Öga för öga
- 1982 – Dödsmaskinen
- 1982 – Forced Vengeance
- 1983 – Lone Wolf McQuade
- 1984 – Saknad i strid
- 1985 – Saknad i strid 2
- 1985 – En snut snackar inte
- 1985 – Invasion U.S.A. (även filmmanus)
- 1986 – Styrka Delta Force
- 1986 – Firewalker
- 1988 – Saknad i strid 3 (även skriven av)
- 1988 – Hero and the Terror
- 1990 – Styrka Delta Force 2
- 1991 – The Hitman
- 1992 – Sidekicks (även producent)
- 1994 – Walker Texas Ranger 3: Deadly Reunion
- 1994 – Hellbound
- 1995 – Top Dog
- 1996 – Forest Warrior
- 2003 – Bells of Innocence
- 2004 - Dodgeball
- 2005 – The Cutter (även producent)
- 2012 – The Expendables 2
- 2013 – The Novice (även producent)
- 2014 – Beyond Justice

### TV-serier i urval
- 1993–2001 – Walker Texas Ranger (203 avsnitt)
- 1999 – Sons of Thunder (4 avsnitt) även producent & manus
- 2000 – Martial Law (gästroll)

### TV-filmer i urval
- 1993 – Wind in the Wire
- 1998 – Logan's War: Bound by Honor (även producent & berättelse)
- 2000 – The President's Man (även producent)
- 2002 – The President's Man: A Line in the Sand (även producent)
- 2004 – Birdie and Bogey (endast producent)
- 2005 – Walker Texas Ranger: Trial by Fire (även producent)